# Ijacossus
Ijacossus is een geslacht van vlinders van de familie spinneruilen (Erebidae), uit de onderfamilie Lymantriinae.

## Soorten
- I. ivanovi Bekker-Migdisova, 1951
- I. sibirica Bekker-Migdisova, 1951
- I. suchanovae Bekker-Migdisova, 1951